# Sibghatullah Mojaddedi
Sibghatullah Mojaddedi —en pastún: صبغت الله مجددي‎— (Kabul, 21 de abril de 1925-Ib., 11 de febrero de 2019) fue un profesor, político y líder muyahidín afgano. Fue el primer presidente del Estado Islámico de Afganistán tras la caída de la República Democrática de Afganistán en 1992 (aunque ya era jefe de Estado autoproclamado en el exilio desde 1989). Era también el líder del Frente de Liberación Nacional Afgano.

## Biografía
Sibghatullah Mojaddedi nació en Kabul, el 21 de abril de 1925, en el seno de una de las familias más prestigiosas de Afganistán, la familia Mojaddedi, una conocida familia pastún de eruditos religiosos de Kabul,  quienes poseían un largo linaje de grandes eminencias islámicas, como Ahmad Sirhindi, célebre filósofo que reavivó la fe islámica a lo largo y ancho del Imperio mogol durante el siglo xvi y xvii, y cuya familia estaba compuesta especialmente por eruditos musulmanes de gran renombre, por lo que no sería sorpresa de que Mojaddedi seguiría los mismos pasos.
Tras finalizar sus estudios secundarios en la Escuela Secundaria Habibia, ingresó a la Universidad de Al-Azhar en El Cairo, Egipto, en donde estudió ley islámica y jurisprudencia, y sacó títulos de posgrado, graduándose con honores.

### Carrera docente y oposición política
Tras regresar a su país en 1952, el gobierno afgano le había ofrecido a Mojaddedi un cargo político, pero este rechazó la oferta para dedicarse a la docencia. Impartió clases en la Universidad de Kabul, en donde daba clases de política islámica y justicia social, y en el Instituto Superior de Formación Docente y Estudios Árabes. Además, dio clases en numerosas escuelas secundarias de la capital.
Durante la década de 1950, Mojaddedi comenzó a hacerse muy popular y respetado por la comunidad, más por su abierta crítica hacia el primer ministro Mohammed Daud, a quién lo acusaba de reprimir de forma dura y cruel a sus opositores políticos. También hacía numerosos llamados a estudiantes e intelectuales de que no se influenciaran por las actividades comunistas del país, las cuales estaban siendo patrocinadas por los estados vecinos que conformaban la Unión Soviética, durante el período de la Guerra Fría. Sus críticas hicieron que Daud le negara su labor docente en la Universidad de Kabul, pero aun así, los estudiantes de aquella universidad acudían a Mojaddedi para que les impartiera clases de forma clandestina.
En 1959, Mojaddedi fue arrestado en medio de la visita de Nikita Jruschov en Afganistán. Mojaddedi fue acusado de incitar una campaña en contra del dirigente soviético, e incluso de planear un asesinato en su contra; sin derecho a juicio, Mojaddedi fue condenado a cuatro años de cárcel, bajo condiciones muy deplorables, en las que permaneció en confinamiento solitario durante tres años, y sin luz solar durante un año. Tras su liberación en 1963, el rey Zahir Shah lo envió al exilio hacia Egipto y Arabia Saudita durante un año, y tras volver a Afganistán, se le prohibió ejercer la docencia y participar en la política nacional, en el mismo período en donde la influencia soviética se iba propagando por el país.

### Activismo político
A pesar de las restricciones hacia sus actividades, Mojaddedi se hizo aún más popular dentro de la sociedad afgana, fundando en 1972, el movimiento Jamiat e Ulamae Mohaddami, cuyo rol sería clave para el incremento de la oposición de la sociedad afgana ante el comunismo, la Unión Soviética y hacia los países que lo respaldan. Dentro de su movimiento se incorporarían intelectuales, académicos religiosos y funcionarios del gobierno, en donde Mojaddedi instaba a que debían instalarse una política de no interferencia hacia otros países, y que debían respetarse la autonomía de cada nación.

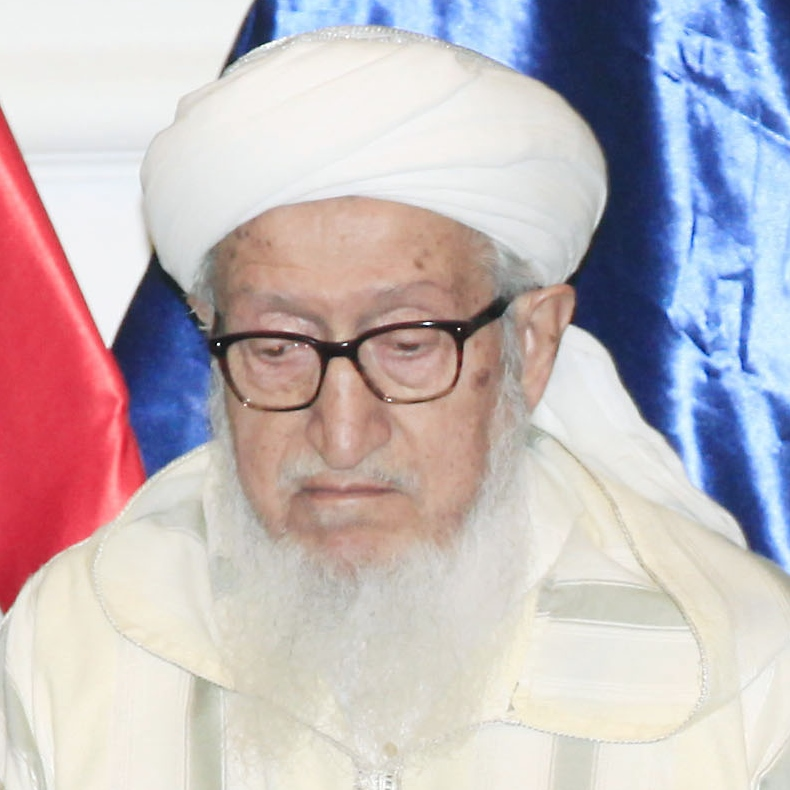
Sibghatullah Mojaddedi en 2014

El 11 de julio de 1973, mientras Mojaddedi asistía a una conferencia multinacional islámica en el extranjero, ocurre un golpe de Estado que puso fin a la monarquía de Zahir Shah, a manos de su propio primo, el ya mencionado Mohammed Daud, bajo el apoyo de la Unión Soviética, instaurando un gobierno de corte dictatorial. Tras ello, muchos partidarios de Mojaddedi le pidieron que no volviera al país, ya que correría peligro por su oposición hacia Daud, por lo que decide viajar hacia Arabia Saudita durante un año, y posteriormente viaja a Dinamarca, en donde fundó el Centro Cultural Islámico de Escandinavia, en la que durante cuatro años, él impartía clases hacia cientos de niños y miles de adultos de toda Europa, más la enseñanza de esa fe hacia los ciudadanos daneses, como sus características y tolerancia hacia otras creencias.

#### Guerra de Afganistán (1978-1992)
En 1978, un nuevo golpe de Estado derrocó y acabó con la vida de Daud, siendo sucedido por Nur Muhammad Taraki, quién estableció la República Democrática de Afganistán, siendo un estado títere de la Unión Soviética. Ante ello, Mojaddedi se convirtió en uno de los fundadores del Frente de Liberación Nacional Afgano quien, además, hizo un llamado hacia la yihad frente a la influencia soviética y al gobierno afgano, más una resistencia de la sociedad afgana ante sus políticas. Sin embargo, el Gobierno de Taraki ordenó el arresto de todos los miembros varones de la familia Mojaddedi, en el que varios de sus familiares terminaron arrestados u asesinados —mediante ejecuciones u ofreciendo resistencia—. Durante la guerra de Afganistán, Mojaddedi apoyó férreamente a los muyahidínes, contribuyendo en su crecimiento y apoyo moral, razón por la que los muyahidínes lo nombraron líder de la Unidad Islámica de Afganistán Muyahidín. Dentro de la resistencia muyahidín, Mojaddedi mantuvo una postura muy moderada, manteniendo respeto hacia los valores internacionales, motivo por el que pudo realizar diálogos junto con otros líderes mundiales, con el objetivo de obtener apoyo hacia la causa afgana.

### Presidencia del Gobierno islámico de Afganistán (1989-1992)
El 23 de febrero de 1989, se convoca el Gran Consejo Consultativo en Rawalpindi, Pakistán, en donde bajo el apoyo de 450 representantes muyahidínes, Mojaddedi es nombrado presidente interino del Gobierno islámico de Afganistán. Esta elección evidencia el altísimo apoyo y respeto que sentían los muyahidínes hacia Mojaddedi. En 1991, Mojaddedi fue uno de los primeros líderes mundiales en condenar la invasión de Irak hacia Kuwait, bajo el régimen de Sadam Hussein. A pesar de que los sectores muyahidínes más extremistas se opusieron ante la postura de Mojaddedi, este envió tropas a Arabia Saudita para resguardar los lugares sagrados del islam durante la guerra del Golfo. Sus acciones fueron muy bien recibidas en los países musulmanes.

### Presidente del Estado Islámico de Afganistán (1992)
Tras la gravísima inestabilidad causada por la guerra, los muyahidínes comienzan a tener un expansivo avance hacia el control de toda Afganistán, el cual iba adoptando una postura cada vez más extremista y fundamentalista islámica, que posteriormente daría paso al surgimiento del movimiento talibán. Mojaddedi regresó a Kabul mediante una comitiva desde Peshawar, y asumió la presidencia del recién creado Estado Islámico de Afganistán.
Durante los tan solo dos meses que estuvo Mojaddedi en el poder, estableció la ley y el orden en la convulsionada Afganistán, dando paso al retorno de ciento de miles de ciudadanos afganos que huyeron por la guerra, más el reconocimiento internacional de esta nación, prometiendo mayor estabilidad y prosperidad a su nación.

### Guerra civil afgana (1992-2001)

#### Rol como mediador del conflicto talibán
Mojaddedi transfirió su cargo de forma pacífica a Burhanuddin Rabbani, quién bajo un acuerdo, debía de permanecer solo cuatro meses en el poder. Sin embargo, todos esos fines se vinieron abajo cuando estallaron una serie de conflictos entre los mismos muyahidines, dando paso a la guerra civil afgana, en donde la lucha por el control de Afganistán causó la muerte de miles de civiles, y la destrucción de las principales ciudades del país. No ayudó en nada el que Rabbani no solo incumpliera el compromiso de entregar el cargo en la fecha acordada, sino que junto a otros líderes talibanes impusiera el cierre de escuelas, estaciones de radio, y la privación de derechos humanos a la población, especialmente hacia las mujeres.
Ante esta caótica situación, Mojaddedi junto con otros líderes muyahidines se esforzaron enormemente por establecer la paz entre las facciones talibanes, siendo líder de la Asociación por la Paz y la Unidad Nacional de Afganistán, en donde llamaba al cese de las hostilidades y al establecimiento de negociaciones; esta causa fue ampliamente apoyada por la población afgana, quienes pedían desesperadamente la paz y una transición de carácter democrático. Durante sus discursos, Mojaddedi afirmaba que la lucha por el poder era totalmente injustificable, y condenó la muerte innecesaria de civiles afganos. Además, fue partícipe de numerosos diálogos de paz que se realizaron en Chipre y en Roma, pero al mismo tiempo se oponía fuertemente a la intervención extranjera de cualquier país, porque temía que el conflicto iba a empeorar.
A pesar de su inmensa reputación e intentos de conciliar la paz, Mojaddedi fue ignorado y criticado por su postura moderada por los talibanes, mientras que estos implantaban medidas más extremistas y violentas en los territorios controlados, más el aumento de las relaciones de estas facciones con el grupo terrorista Al Qaeda. Por ello, Mojaddedi se dedicó a ayudar a aquellos civiles afganos que estaban en la pobreza por la guerra.

#### Caída del régimen talibán
Tras los ataques terroristas del 11 de septiembre de 2001, Mojaddedi fue una de las primeras personalidades afganas en condenar duramente el atentado, pero cuando ocurrió la invasión de Estados Unidos a Afganistán —ya que allí estaban las principales bases de Al Qaeda—, Mojaddedi declaró el 24 de octubre de 2001, condenando la muerte de civiles durante la intervención estadounidense en el país, exigiendo que no siguieran asesinando civiles, ni destruyendo sus hogares.
Tras la toma de Kabul y el derrocamiento del régimen talibán, Mojaddedi fue parte del Acuerdo de Bonn, en donde se buscaba la creación de un nuevo gobierno afgano. En él, se nombró a Hamid Karzai como presidente de Afganistán el 22 de diciembre de 2001, cuyo nombramiento fue apoyado por Mojaddedi, pidiendo que ayudara a gran parte de la población del país.
Fue elegido líder de la 102-sede de la legislatura la Cámara Alta, la Meshrano Jirga para un mandato de cinco años, y también se desempeñó como presidente de la Comisión Nacional para la Paz en Afganistán.

## Vida posterior y muerte
El 12 de marzo de 2006, dos terroristas suicidas perpetraron un atentado en Kabul contra Mojaddedi, quien era miembro de la cámara alta y presidente de un comité de reconciliación para dialogar con antiguos miembros del Talibán. Los atacantes hicieron estallar un vehículo lleno de explosivos junto a su coche mientras circulaba por las calles.  Cuatro peatones murieron y Mojaddedi resultó levemente herido, con quemaduras en la cara y las manos.
Se informó falsamente que Mojaddedi había muerto el 9 de febrero de 2016. Posteriormente se informó que había estado presente en una ceremonia conmemorativa del 27 aniversario de la retirada soviética de Afganistán el 15 de febrero de 2016.  El 12 de febrero de 2019 se informó que Mojaddedi había muerto.  Tenía 92 años.